# Ju-csao
Ju-csao (Youchao) kultúrhérosz az ókori kínai mitológiában, aki a legendás három fenség korában élt, és akinek az emberiség a házépítés feltalálását köszönheti.

## Neve
Ju-csao (Youchao) nevének jelentését az ókori kínai kommentárok úgy magyarázzák, hogy a „fészekkel rendelkező”, „vagyis az, aki fészket, szállás épít”, mert a ju (you) 有 szó jelentése birtokolni valamit, rendelkezni valamivel; a csao (chao) 巢 pedig embert jelent.

## Alakja
A kínai mitológia legfontosabb forrásainak számító korai írott művek a ház készítésének feltalálását a Sárga Császárnak tulajdonítják, de a későbbi szövegek szerint, ez Ju-csao (Youchao) érdeme.
A Han Fej-ce (Han Fejzi) című filozófia mű 49. fejezetében olvasható az emberi civilizáció kialakulásának egyik kínai koncepciója. Ezek szerint Ju-csao (Youchao) akkor bukkant fel, amikor kezdet kezdetén az emberek még állatbőrökbe burkolták testüket, és nem voltak védelmet nyújtó szállásaik.

„A legtávolibb régi korban az emberi nép kevés volt, madár és vadállat azonban rengeteg. Az emberi nép nem tudott úrrá lenni a madarak és vadállatok, férgek és kígyók felett. Akkor egy nagy bölcs támadt, aki fadarabok összetákolásával fészket csinált, amelyek védelmet nyújtottak a számos ártalom ellen. A máp pedig örvendezett, s királlyá tette őt az égalattiban, elnevezvén a Fészeklakók nemzetsége (Ju-csao-si (Youchaoshi) 有巢氏) fejének. - Tőkei Ferenc fordítása.”